# Mistrzostwa Polski w Skokach Narciarskich 1969
44. Mistrzostwa Polski w Skokach Narciarskich – zawody o mistrzostwo Polski w skokach narciarskich, które odbyły się w dniach 15-16 lutego 1969 roku na Średniej i Wielkiej Krokwi w Zakopanem.
W konkursie indywidualnym na skoczni normalnej zwyciężył Józef Przybyła, srebrny medal zdobył Jan Bieniek, a brązowy – Józef Gąsienica Daniel. Na dużym obiekcie najlepszy okazał się Tadeusz Pawlusiak przed Gąsienicą Danielem i Przybyłą.

## Wyniki

### Konkurs indywidualny na normalnej skoczni (15.02.1969)
| Miejsce | Zawodnik               | Klub                | Skok 1 | Skok 2 | Punkty |
| ------- | ---------------------- | ------------------- | ------ | ------ | ------ |
| 1.      | Józef Przybyła         | LKS Klimczok Bystra | 71,0   | 63,0   | 208,6  |
| 2.      | Jan Bieniek            | WKS Zakopane        | 67,5   | 67,5   | 202,7  |
| 3.      | Józef Gąsienica Daniel | Start Zakopane      | 69,5   | 62,5   | 200,4  |
| 4.      | Jan Kawulok            | Start Wisła         | 68,5   | 63,5   | 199,9  |
| 5.      | Erwin Fiedor           | ROW Rybnik          | 67,0   | 61,5   | 196,3  |
| 6.      | Tadeusz Pawlusiak      | BBTS Bielsko-Biała  | 74,0   | 66,5   | 194,5  |
| 7.      | Marian Ligocki         | Start Wisła         | 67,5   | 62,5   | 194,2  |
| 8.      | Andrzej Sztolf         | SNPTT Zakopane      | 67,5   | 61,5   | 192,6  |

W konkursie wzięło udział 35 zawodników.

### Konkurs indywidualny na dużej skoczni (16.02.1969)
| Miejsce | Zawodnik               | Klub                   | Skok 1 | Skok 2 | Punkty |
| ------- | ---------------------- | ---------------------- | ------ | ------ | ------ |
| 1.      | Tadeusz Pawlusiak      | BBTS Bielsko-Biała     | 103,0  | 102,5  | 242,5  |
| 2.      | Józef Gąsienica Daniel | Start Zakopane         | 100,5  | 100,0  | 226,5  |
| 2.      | Józef Przybyła         | LKS Klimczok Bystra    | 101,5  | 99,0   | 226,5  |
| 4.      | Ryszard Witke          | Śnieżka Karpacz        | 99,0   | 96,0   | 216,8  |
| 5.      | Wiktor Sobański        | Wisła-Gwardia Zakopane | 101,0  | 93,0   | 215,4  |
| 6.      | Stanisław Murzyniak    | WKS Zakopane           | 98,0   | 97,0   | 215,3  |
| 7.      | Andrzej Sztolf         | SNPTT Zakopane         | 99,0   | 95,0   | 213,9  |
| 8.      | Józef Kocyan           | LKS Wisła Istebna      | 97,5   | 95,0   | 212,3  |

W konkursie wzięło udział 37 zawodników.